# Глобочец Лудбрешки
Глобочец Лудбрешки је насељено место у саставу града Лудбрега у Вараждинској жупанији, Хрватска. До територијалне реорганизације у Хрватској налазио се у саставу старе општине Лудбрег.

## Становништво
На попису становништва 2011. године, Глобочец Лудбрешки је имао 491 становника.

## Попис1991.
На попису становништва 1991. године, насељено место Глобочец Лудбрешки је имало 503 становника, следећег националног састава:
| Попис 1991.‍  | Попис 1991.‍  | Попис 1991.‍ | Попис 1991.‍ | Попис 1991.‍ |
| ------------ | ------------ | ----------- | ----------- | ----------- |
|              |              |             |             |             |
| Хрвати       | Хрвати       |             | 494         | 98,21%      |
| Југословени  | Југословени  |             | 1           | 0,19%       |
| Словенци     | Словенци     |             | 1           | 0,19%       |
| Црногорци    | Црногорци    |             | 1           | 0,19%       |
| остали       | остали       |             | 1           | 0,19%       |
| неопредељени | неопредељени |             | 4           | 0,79%       |
| непознато    | непознато    |             | 1           | 0,19%       |
| укупно: 503  |              |             |             |             |